# Hidroelektrana Čapljina
Hidroelektrana Čapljina är ett vattenkraftverk i Bosnien och Hercegovina.   Det ligger i entiteten Federationen Bosnien och Hercegovina, i den södra delen av landet, 100 km söder om huvudstaden Sarajevo. Hidroelektrana Čapljina ligger 247 meter över havet.
Terrängen runt Hidroelektrana Čapljina är huvudsakligen kuperad, men åt nordväst är den platt. En vik av havet är nära Hidroelektrana Čapljina åt nordväst.Närmaste större samhälle är Crnići, 14,8 km norr om Hidroelektrana Čapljina. 
Omgivningarna runt Hidroelektrana Čapljina är en mosaik av jordbruksmark och naturlig växtlighet. Runt Hidroelektrana Čapljina är det ganska tätbefolkat, med 93 invånare per kvadratkilometer.